# Cuneko Gauntlett
Cuneko Gauntlett (ガントレット恒 Gantoretto Cuneko, rozená Jamada, 26. října 1873 Andžó – 29. listopadu 1953 Tokio) byla japonská sufražetka, členka abstinentního hnutí a mírová aktivistka.

## Životopis
Narodila se v Andžó v prefektuře Aiči jako dcera samuraje Kenzóa Jamady. Její mladší bratr byl hudební skladatel Kósaku Jamada. Studovala na dívčí škole Sakurai, kde jedna z jejích učitelek byla Kadžiko Jadžima.
V mládí učila na dívčí škole Kjóai v Maebaši. Pracovala také jako překladatelka. Od začátku 90. let 19. století byla aktivní v Ženském křesťanském svazu za střídmost  (Women's Christian Temperance Union zkr. WCTU) v Japonsku. V roce 1920 se zúčastnila mezinárodního setkání WCTU v Londýně. Po 2. světové válce byla prezidentkou japonské pobočky WCTU.
Společně s Kubuširo Očimi byla vedoucí Japonské společnosti sufražetek. Byla také místopředsedkyní japonské delegace na prvním Panpacifickém kongresu žen na Havaji v roce 1928, kde hovořila o práci proti obchodování s lidmi. Spolu s Utako Hajaši předložila britskému premiérovi Ramsaymu MacDonaldovi mírovou petici na londýnské námořní konferenci v roce 1930, a později téhož roku, hovořila o svých londýnských zkušenostech v San Francisku.
V roce 1935 se vrátila na Havaj, aby se zúčastnila dalšího Panpacifického ženského kongresu. Byla zvolena prezidentkou Panpacifické ženské asociace, kde vystřídala australskou bioložku Georginu Sweet. Prezidentkou byla i v roce 1937, když se organizace sešla ve Vancouveru. V roce 1939 byla předsedkyní Panpacifické ženské asociace a vedoucí Japonské federace ženských organizací.
Psala krátké životopisy japonským vůdčím ženám, včetně Madam Kajiko Yajima: A Brief Sketch of Her Life (1934, v překladu: Madam Kadžiko Jadžima: Stručný náčrt jejího života), Miss Uta Hayashi, a brief sketch of her life (1934, Slečna Uta Hajaši: Stručný náčrt jejího života) a Dr. Yayoi Yoshioka: A Brief Sketch of Her Life (1934, v překladu: Dr. Jajoi Jošioka: Stručný náčrt jejího života).

### Soukromí
Cuneko se v roce 1898 provdala za britského učence George Edarda Luckmana Gauntletta. Jejich mezirasový sňatek vyžadoval dopis od královny Viktorie. Cuneko se sňatkem stala britskou občankou, a to až do roku 1941, kdy se oba manželé stali občany Japonska. Užívali příjmení Ganto kráceně od Gauntlett. Měli spolu šest dětí. Dvě dcery (Frances a Kathleen) zůstaly britskými občankami a během 2. světové války žily v Kanadě a v Anglii; dvě z dětí (Winifred a Owen) si vzaly Japonce a žily v Japonsku v době války; dcera Amy žila v Japonsku a v Jižní Africe se svým manželem; nejmladší syn Trevor se stal japonským občanem v roce 1941.
Cuneko Gauntlett zemřela v roce 1953 ve věku 80 let ve svém domě v Šindžuku v Tokiu. Její nekrolog v americkém tisku uvedl: „Paní Gauntlett většinu svého života zasvětila zlepšení postavení japonských žen.” Je pohřbena po boku manžela na hřbitově Tama v Tokiu.